# Barrio Los Aromos
Barrio Los Aromos ist ein Stadtviertel (Barrio) der Stadt Maldonado in Uruguay.

## Geographie
Es befindet sich auf dem Gebiet des Departamento Maldonado in dessen Sektor 1. Barrio Los Aromos liegt östlich der Sierra de la Ballena im Westen Cerro Pelados.

## Infrastruktur
Barrio Los Aromos liegt an der Ruta 38 in etwa fünf Kilometern Entfernung von deren Kreuzung mit der Ruta 10.

## Einwohner
Barrio Los Aromos hatte bei der Volkszählung 2011 956 Einwohner, davon 486 männliche und 470 weibliche.
| Jahr | Einwohner |
| ---- | --------- |
| 1963 | 55        |
| 1975 | 113       |
| 1985 | 145       |
| 1996 | 427       |
| 2004 | 633       |
| 2011 | 956       |

Quelle: Instituto Nacional de Estadística de Uruguay